# Campionato mondiale cadetti di scherma 2025
Il Campionato mondiale cadetti di scherma del 2025 ("2025 World Cadets Fencing Championships") è stato organizzato dalla Federazione internazionale della scherma e si è svolto a Wuxi in Cina dal 9 al 16 aprile.
Nel fioretto, si sono aggiudicati i titoli del campionato mondiale lo statunitense Luao Yang, che ha battuto in finale il nipponico Ryoga Ono e la statunitense Jaelyn Liu che ha avuto la meglio sulla coreana Jo Juhyun.
Nella spada lo statunitense Nathaniel Wimmer ha battuto in finale l'atleta neutrale autorizzato Elisei Pisarev, ottenendo il titolo mondiale cadetti maschile, mentre tra le donne la magiara Lotti Horváth ha superato l'ucraina Anna Maksymenko.
Nella sciabola lo statunitense Emilio Paturzo Gonzalez prevale sul turco Candeniz Berrak, mentre la rumena Amalia Covaliu ha battuto la cinese Pan Qimiao.

## Podi

### Uomini
| Specialità  | Oro                     | Argento         | Bronzo                          |
| Individuali |                         |                 |                                 |
| Fioretto    | Luao Yang               | Ryoga Ono       | Aiden Siu Marco Panazzolo       |
| Spada       | Nathaniel Wimmer        | Elisei Pisarev  | Junzhe Shan Nicolò Sonnessa     |
| Sciabola    | Emilio Paturzo Gonzalez | Candeniz Berrak | Iaroslav Borisov Leonardo Reale |

### Donne
| Specialità  | Oro            | Argento       | Bronzo                     |
| Individuali |                |               |                            |
| Fioretto    | Jaelyn Liu     | Jo Juhyun     | Zhuang Xinyi Tie Zhihe     |
| Spada       | Lotti Horváth  | Alina Dmytruk | Haidi Wu Alexandra Kravets |
| Sciabola    | Amalia Covaliu | Pan Qimiao    | Xuanyi Zhang Jang Eun-chae |